# Sorgeat
Sorgeat ist eine französische Gemeinde mit 90 Einwohnern (Stand 1. Januar 2022) im Département Ariège in der Region Okzitanien. Sie gehört zum Kanton Haute-Ariège und zum Arrondissement Foix. 
Sie grenzt im Nordwesten an Prades, im Norden an Montaillou, im Nordosten an Mérial, im Osten an La Fajolle, im Südosten und im Süden an Ascou, im Südwesten an Ax-les-Thermes und im Westen an Ignaux.

## Bevölkerungsentwicklung

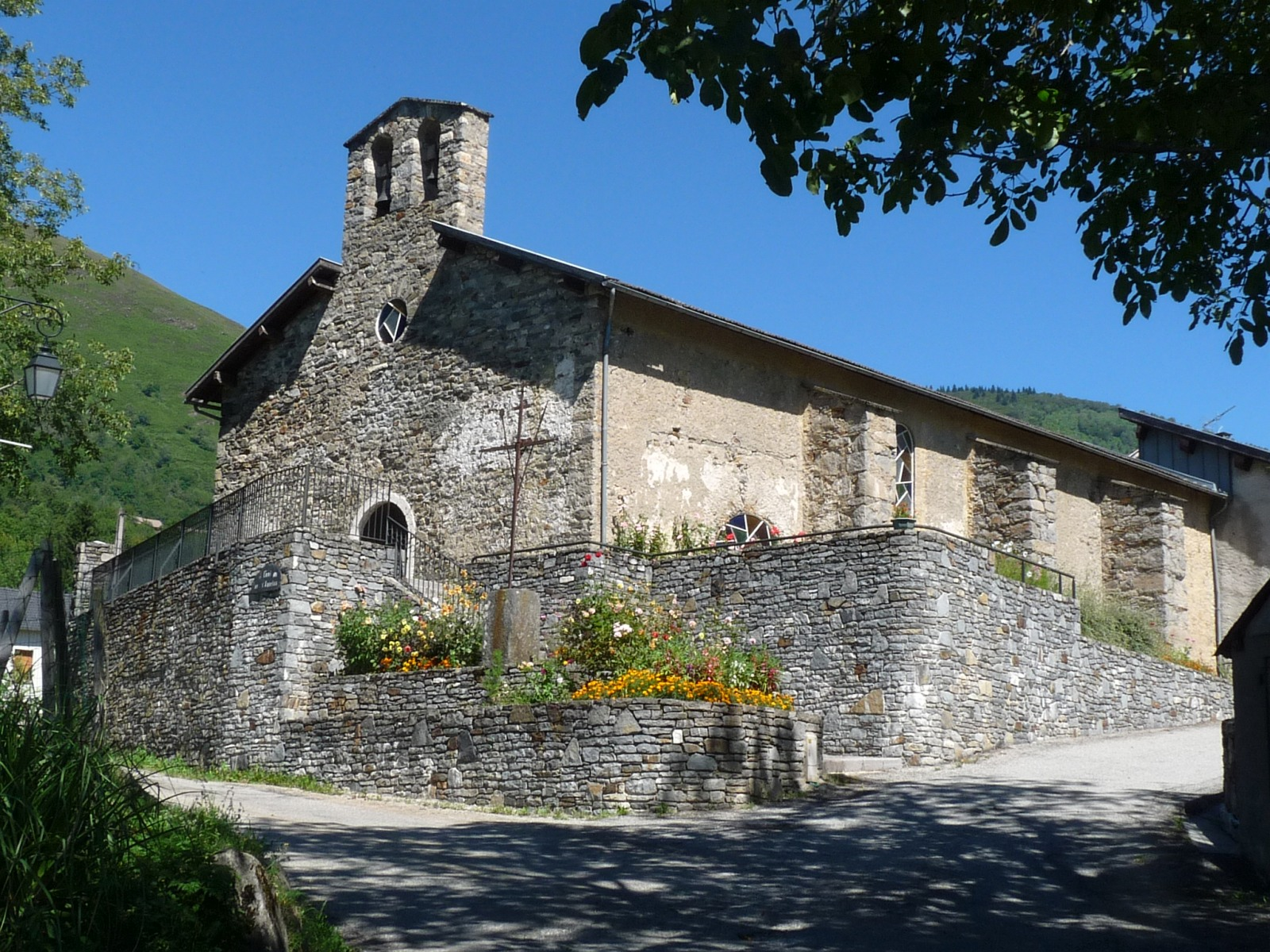
Kirche Saint-Just et Saint-Pasteur und Flurkreuz Croix de Sorgeat, Monument historique seit 1979

| Jahr                       | 1962 | 1968 | 1975 | 1982 | 1990 | 1999 | 2008 | 2016 |
| -------------------------- | ---- | ---- | ---- | ---- | ---- | ---- | ---- | ---- |
| Einwohner                  | 93   | 80   | 78   | 69   | 81   | 96   | 96   | 83   |
| Quellen: Cassini und INSEE |      |      |      |      |      |      |      |      |